# Laub (Schiff)
Die USS Laub (DD-614) war ein Zerstörer der Benson-Klasse der U.S. Navy. Er war benannt nach Midshipman Henry Laub und das zweite Schiff, das diesen Namen trug. Die Schiffstaufe erfolgte durch Miss Barbara Mohun Handley, einer Nachfahrin des Namensgebers. Erster Kommandant wurde Commander J. F. Gallaher.
Nach den notwendigen Ausbildungsfahrten passierte die „Laub“ den Panamakanal und erreichte zunächst Norfolk (Virginia).  Sie verließ dann New York (New York) am 5. Februar, um einen Konvoi nach Nordafrika zu eskortieren. Nach der Ankunft in Casablanca patrouillierte sie zunächst vor der afrikanischen Küste, um dann am 14. März wieder als Geleitschiff in die USA zurückzukehren. Während dieser Reise auf dem Weg in die USA schloss sich der Zerstörer am 26. Mai 1943 einer Gruppe von Geleitschiffen an, die Jagd auf ein deutsches U-Boot machten.
Am 11. Juni verließ das Schiff New York wieder, um zu den alliierten Streitkräften im Mittelmeer zu stoßen, die sich dort auf die Invasion auf Sizilien vorbereiteten. Am 5. Juli verließ das Schiff Oran, um die Transportschiffe auf dem Weg zur sizilianischen Küste zu sichern.
Vier Tage später erfolgte die Landung auf Sizilien und am nächsten Tag wehrte die „Laub“ zusammen mit anderen Kräften einen deutschen Bombenangriff auf die alliierte Landungszone ab. Es folgten Landzielbeschießungen, bei denen einige strategische Brücken stark beschädigt wurden. Während dieser Periode gelang es der „Laub“ und anderen Einheiten am 11. Juli ein feindliches Flugzeug abzuschießen.
Danach verlegte der Zerstörer nach Mers-el-Kébir, wo er am 15. Juli eintraf und weitere Aufgaben im Mittelmeer übernahm, bis er am 28. Juli mit einem Geleitzug den Weg nach den USA antrat. Nach mehreren Fahrten zwischen Nordafrika und Großbritannien kehrte das Schiff nach Oran zurück, um erneut zur Unterstützung der alliierten Bewegungen im Mittelmeerraum eingesetzt zu werden.
Am 6. November 1943 griffen sechs Torpedoflugzeuge einen von der „Laub“ geschützten Geleitzug an und konnten mehrere Treffer erzielen. Der Zerstörer eilte den torpedierten Schiffen „Beatty“, „Maraix“, und „Ruys“ zur Hilfe und konnte insgesamt 341 Überlebende retten.
Von November 1943 bis April 1944 fuhr der Zerstörer weiterhin in Geleitschutzaufgaben im Mittelmeer und Atlantik, wobei er mehrfach den Weg von den USA nach Großbritannien zurücklegte.
Am 2. Mai zurück in Oran fuhr die Laub 10 Tage später zusammen mit dem Leichten Kreuzer Philadelphia vor die italienische Küste, um im Bereich von Anzio Landziele zu beschießen. Dabei kollidierte sie am 23. Mai mit der Philadelphia und musste zu einer provisorischen Reparatur zunächst Neapel anlaufen, um dann zu einem Werftaufenthalt nach Boston zu verlegen. Am 22. Dezember 1943 war das Schiff zurück in Oran.
Für die restliche Zeit des Krieges in Europa fuhr der Zerstörer im Geleitzugsdienst und beschoss Landziele an der französisch-italienischen Küste. Dann verließ das Schiff Oran am 15. Mai 1945 und kehrte in die USA zurück, wo es am 23. Mai in Boston eintraf. Es folgte die Verlegung in die Karibik mit einem Ausbildungsprogramm für den Einsatz gegen Japan. Nach der japanischen Kapitulation fuhr die „Laub“ zunächst nach Casco Bay, (Maine) und dann zur Außerdienststellung nach Charleston (South Carolina), wo sie am 2. November 1946 eintraf. Das Schiff wurde am 2. Februar 1946 außer Dienst gestellt und der „Atlantic Reserve Fleet“ zugewiesen.
Am 1. Juli 1971 wurde die „USS Laub“ aus der Schiffsliste gestrichen und am 14. Januar 1974 für 160.667 $ an die Firma Boston Metals in Baltimore zum Abbruch verkauft.
Der Laub wurden vier Battle Stars zuerkannt.

## Kommandanten
- LCDR John Francis Gallaher: 24. Oktober 1942 – September 1943  Oct 24 1942 – Sep 1943 (später Rear-Admiral)
- LCDR Alexander Guion Hay: September 1943 – März 1944
- CDR Anthony Carroll Roessler: März 1944 – August 1945
- LCDR Moore P. Huffman: August 1945 – Februar 1946